# Cormohipparion
Genre
Cormohipparion est un genre fossile de chevaux de la tribu également éteinte des Hipparionini ou Hippotheriini.
Il a vécu du début du Miocène moyen (Langhien) jusqu'au milieu du Pliocène, il y a environ entre 16 et 3,6 Ma (millions d'années).
Cormohipparion est considéré comme un ancêtre du genre Hippotherium. Ses fossiles ont été retrouvés en Amérique du Nord.

## Liste des espèces
Selon GBIF (28 février 2024) :
- † Cormohipparion emsliei Hulbert, 1988
- † Cormohipparion fricki Woodburne, 2007
- † Cormohipparion goorisi (MacFadden & Skinner, 1981)
- † Cormohipparion ingenuum (Leidy, 1885)
- † Cormohipparion johnsoni Woodburne, 2007
- † Cormohipparion matthewi Woodburne, 2007
- † Cormohipparion merriami Woodburne, 2007
- † Cormohipparion occidentale (Leidy, 1856)
- † Cormohipparion plicatile (Leidy, 1887)
- † Cormohipparion quinni (Woodburne, 1996)
- † Cormohipparion skinneri Woodburne, 2007
- † Cormohipparion sphenodus (Cope, 1889)

## Classification
Le nom valide complet (avec auteur) de ce taxon est Cormohipparion Skinner (d) & MacFadden (d), 1977.

## Publication originale
- (en) Morris F. Skinner et Bruce J. MacFadden, « Cormohipparion n. Gen. (Mammalia, Equidae) from the North American Miocene (Barstovian-Clarendonian) », Journal of Paleontology, Paleontological Society, vol. 51, no 5,‎ 1977, p. 912–926 (DOI 10.2307/1303763, JSTOR 1303763).